# Mardijk
Mardijk (Frans: Mardyck) is een deelgemeente (commune associée) van de Franse stad Duinkerke. De plaats ligt nabij de Noordzeekust en telt bijna 375 inwoners. De afgevaardigde burgemeester van Mardijk is Gérard Blanchard. Mardijk ligt bijna 10 kilometer ten westen van de stadskern van Duinkerke; tussenin ligt onder meer Fort-Mardijk, dat tot 2010 een zelfstandig gemeente bleef.

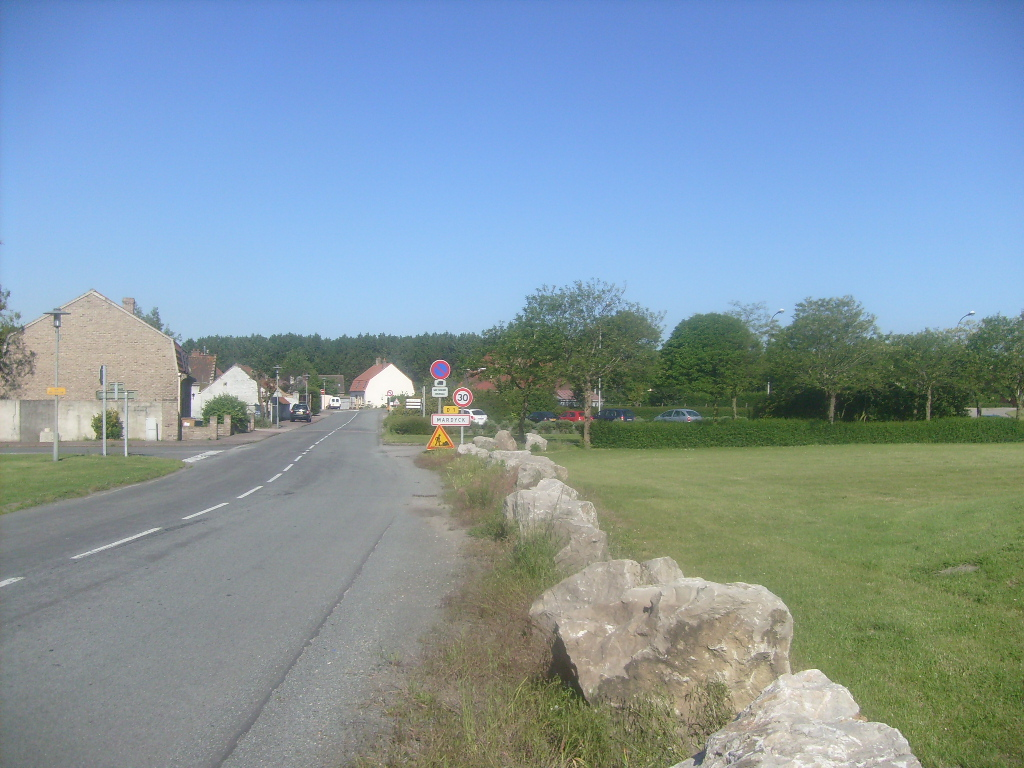
Binnenrijden van Mardijk

## Geschiedenis
Bij Mardijk bevond zich het eindpunt van een van Kassel komende heerweg. Hier was een Romeinse haven. In de middeleeuwen behoorde het tot het graafschap Vlaanderen en in 959 werd het door de graaf geschonken aan de Sint-Bertinusabdij te Sint-Omaars. In 1107 was sprake van altare de Mardica. Er was een haven die echter in 1200 verzandde en hij werd in 1530 na een grote storm geheel onbruikbaar.
Mardijk behoort tot de reeks van de havensteden die door de Vlaamse graven Diederik van de Elzas en Filips van de Elzas ter bevordering van het economische leven langs de Noordzeekust gesticht werden. Andere steden die tot deze reeks behoren zijn Grevelingen, Duinkerke, Nieuwpoort, Damme en Biervliet.
Mardijk werd meermalen slachtoffer van verwoestingen door oorlogshandelingen, zoals in 1383 door Engelse troepen van Henry le Dispenser, en in 1558 toen de Franse troepen onder leiding van Paul de La Barthe de Thermes Vlaanderen aanvielen. In 1646 werd Mardijk, bezit van de Spaanse Nederlanden, door de Fransen belegerd en ingenomen, omdat de Spaanse Nederlanden ook door de troepen van Frederik Hendrik bedreigd werden, die Antwerpen dreigden in te nemen. In 1652 werd Mardijk weer Spaans, maar in 1659 kwam het, krachtens de Vrede van de Pyreneeën aan de Engelsen die de omgeving van Duinkerke in 1662 weer aan de Fransen verkochten. In 1664 werden de versterkingen rond Mardijk gesloopt, nadat in Duinkerke en Grevelingen nieuwe versterkingen waren aangelegd. De Vrede van Utrecht van 1713 leidde er dan weer toe dat de versterkingen in Duinkerke, en ook de haven aldaar, moesten worden afgebroken. In Mardijk kwam een nieuwe haven.
In 1793 werd Mardijk officieel een gemeente. In 1800 werd ook het gehucht Fort-Mardijk, dat eveneens een gemeente was geworden, aangehecht. Fort-Mardijk werd in de 19de eeuw weer afgesplitst en zou weer een aparte gemeente worden. In 1980 werd Mardijk een commune associée van Duinkerke.
Tijdens de Tweede Wereldoorlog legden de Duitse bezetters een vliegveld aan.

## Bezienswaardigheden
- De Sint-Niklaaskerk (Église Saint-Nicolas) van 1961, ontworpen door Léon Finet.

## Natuur en landschap
Mardijk ligt aan de Noordzee, maar ingeklemd tussen de industriegebieden van Duinkerke en die van Loon-Plage. 26 ha van de kuststrook werden echter (van 1999 tot 2003) in ecologische zin verbeterd. Tegenwoordig vindt men er onder meer doorschijnend sterrenkroos, waterpunge, watertorkruid, echt duizendguldenkruid, zomerbitterling en bleekgele droogbloem.

## Nabijgelegen kernen
Loon-Plage, Kraaiwijk, Fort-Mardijk, Groot-Sinten